# Леджет (Хачмазский район)
Леджет (лезг. Лечет, азерб. Ləcət) — село в Хачмазском районе Азербайджана. Расположено на северо-востоке страны, недалеко от побережья Каспийского моря.

## География
Село расположено в предгорьях, на расстоянии около 15 км от районного центра — города Хачмаз. Через Леджет протекают мелкие сезонные реки, окрестности богаты зелёными пастбищами и садами.

## Население
Основную часть жителей составляют лезгины, традиционно занимающиеся сельским хозяйством, садоводством и животноводством.

## История
Исторически Леджет был основан выходцами из горных районов. Село сохранило элементы традиционной культуры и обычаев лезгинского народа.

## Культура и традиции
В селе отмечаются национальные праздники, такие как Новруз. Жители активно поддерживают традиции народных ремёсел, музыки и танцев. Леджет известен гостеприимством и сохранением родного языка.

## Экономика
Экономика Леджета основана на сельском хозяйстве: выращивании фруктов, овощей и разведении скота. В последние годы развивается мелкий частный бизнес.

## Образование и инфраструктура
В селе действует средняя полная школа, имеется медицинский пункт и дом культуры. Село связано регулярным транспортным сообщением с городом Хачмаз.